# Jehud
Jehud (hebrejsky יהוד‎) je město v Centrálním distriktu v Izraeli, které je součástí města Jehud-Monoson.

## Historie
Historie města sahá tisíce let do minulosti, přičemž první zmínka o něm se objevuje v Bibli v Knize Jozue 19,45. Římané jej později nazvali Iudaea. V období arabského chalífátu a Osmanské říše bylo známé jako al-Jahúdíja a podle sčítání lidu byla populace města výhradně arabská a muslimská. V 18. a 19. století spadalo město do nahije Lod, což byla oblast od dnešního města Modi'in-Makabim-Re'ut na jihu po dnešní město El'ad na severu a od podhůří na východě přes Lodské údolí až po předměstí Jaffy na západě. V této oblasti žily tisíce obyvatel v přibližně 20 vesnicích, kteří měli k dispozici desítky tisíc hektarů zemědělské půdy.
V roce 1932, během dob Britského mandátu Palestina, byl Jehud přejmenován na al-Abásíja, údajně proto, že jeho arabští obyvatelé nechtěli, aby byl jeho název spojován s židovským národem. Nový název připomínal šejka jménem al-Abbas, který ve městě zemřel, a zároveň odkazoval na Abbásovský chalífát. Části Jehudu se nacházejí na území palestinské vesnice al-Abásíja, která se vylidnila během arabsko-izraelské války v roce 1948.

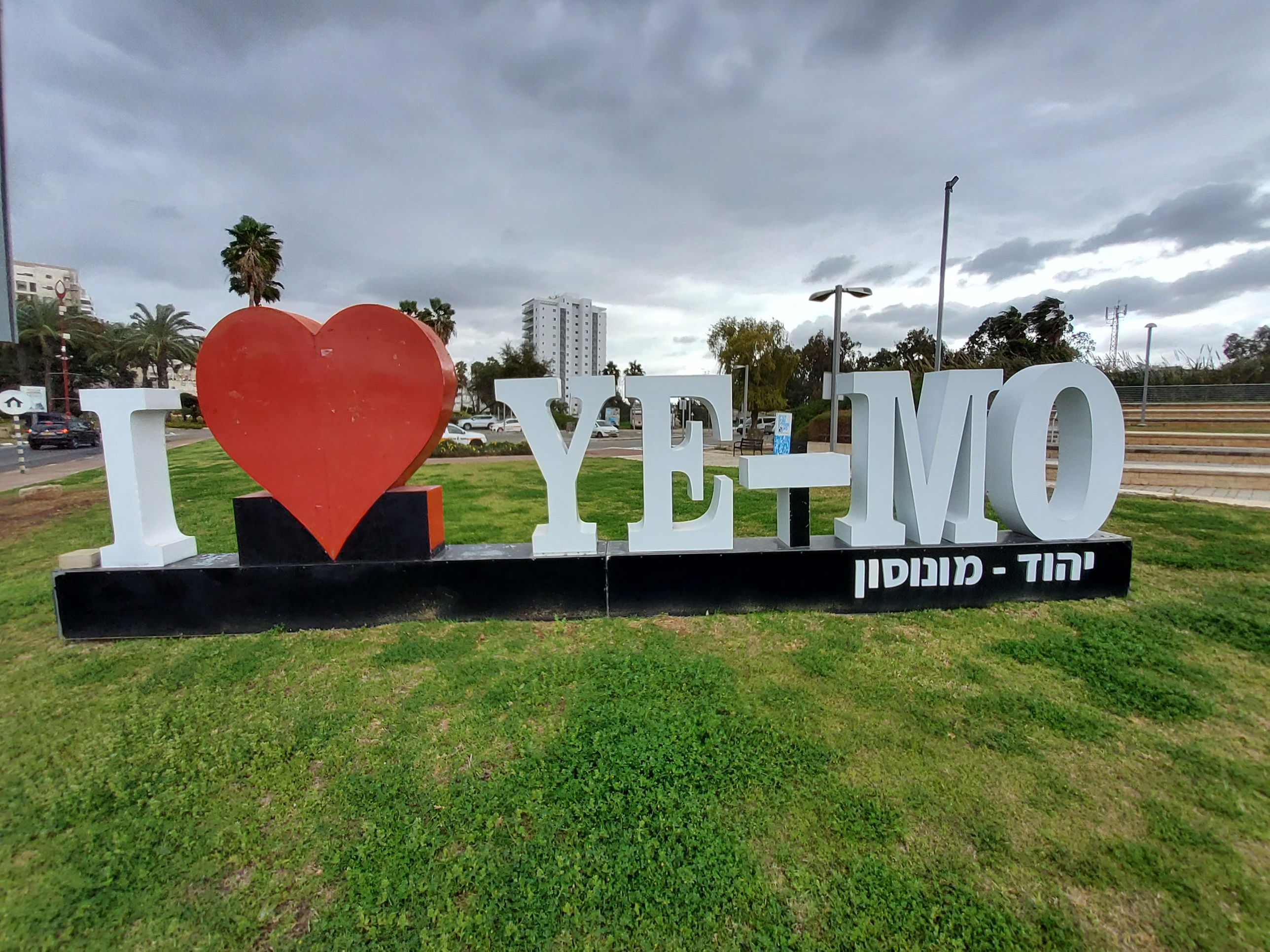
Nápis při vjezdu do města

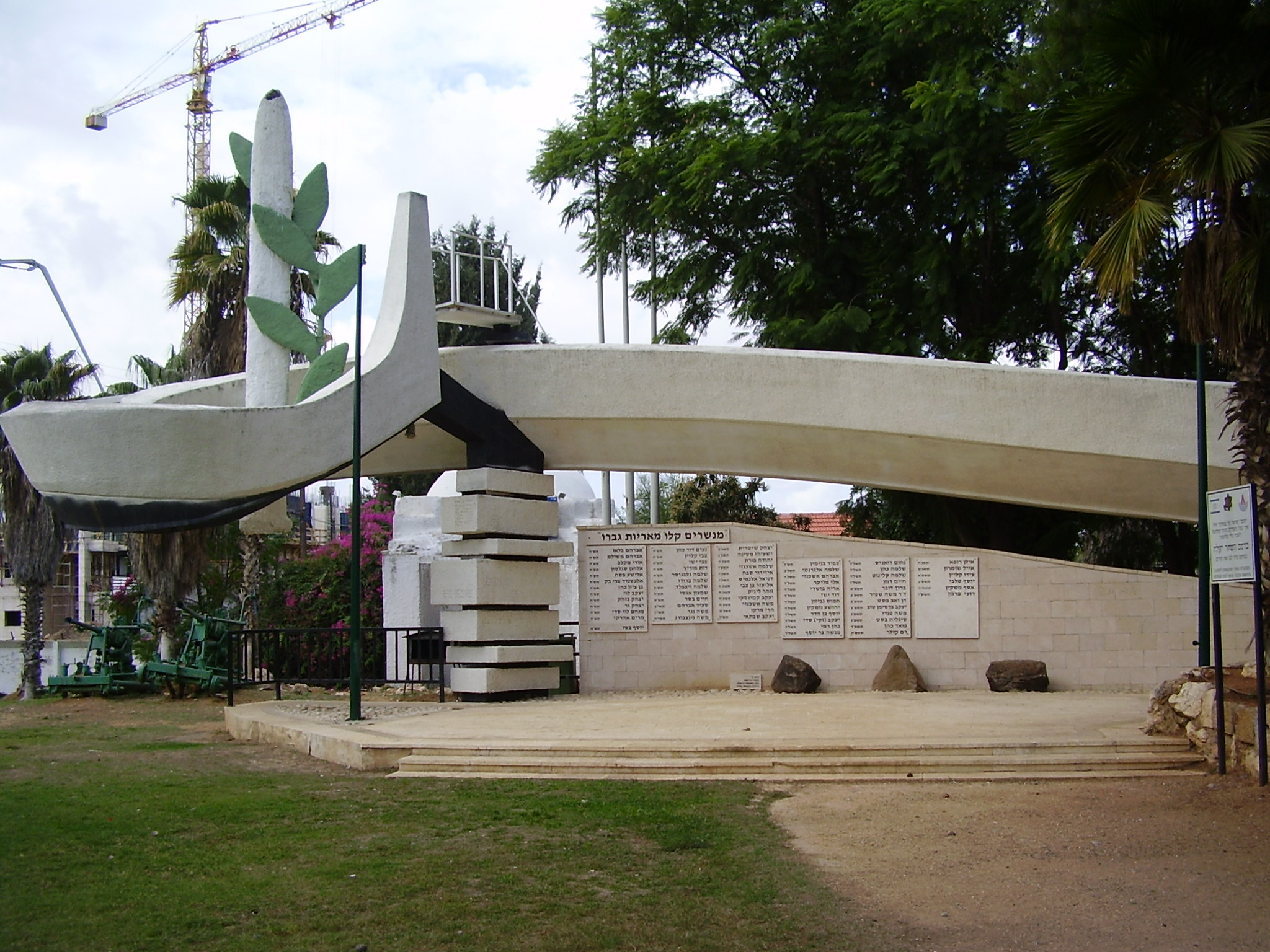
Památník obětem války

V červnu 2011 představitelé města oznámili, že se chystají uskutečnit rozsáhlý stavební projekt, který má v centru Jehudu kopírovat staré náměstí švýcarského města Lugano a oživit tak obchod a cestovní ruch. Replika bude plná neoklasicistních sloupů a kolonád. Tento projekt měl být dokončen a na podzim 2016; otevřen byl na začátku roku 2018.

## Ekonomie

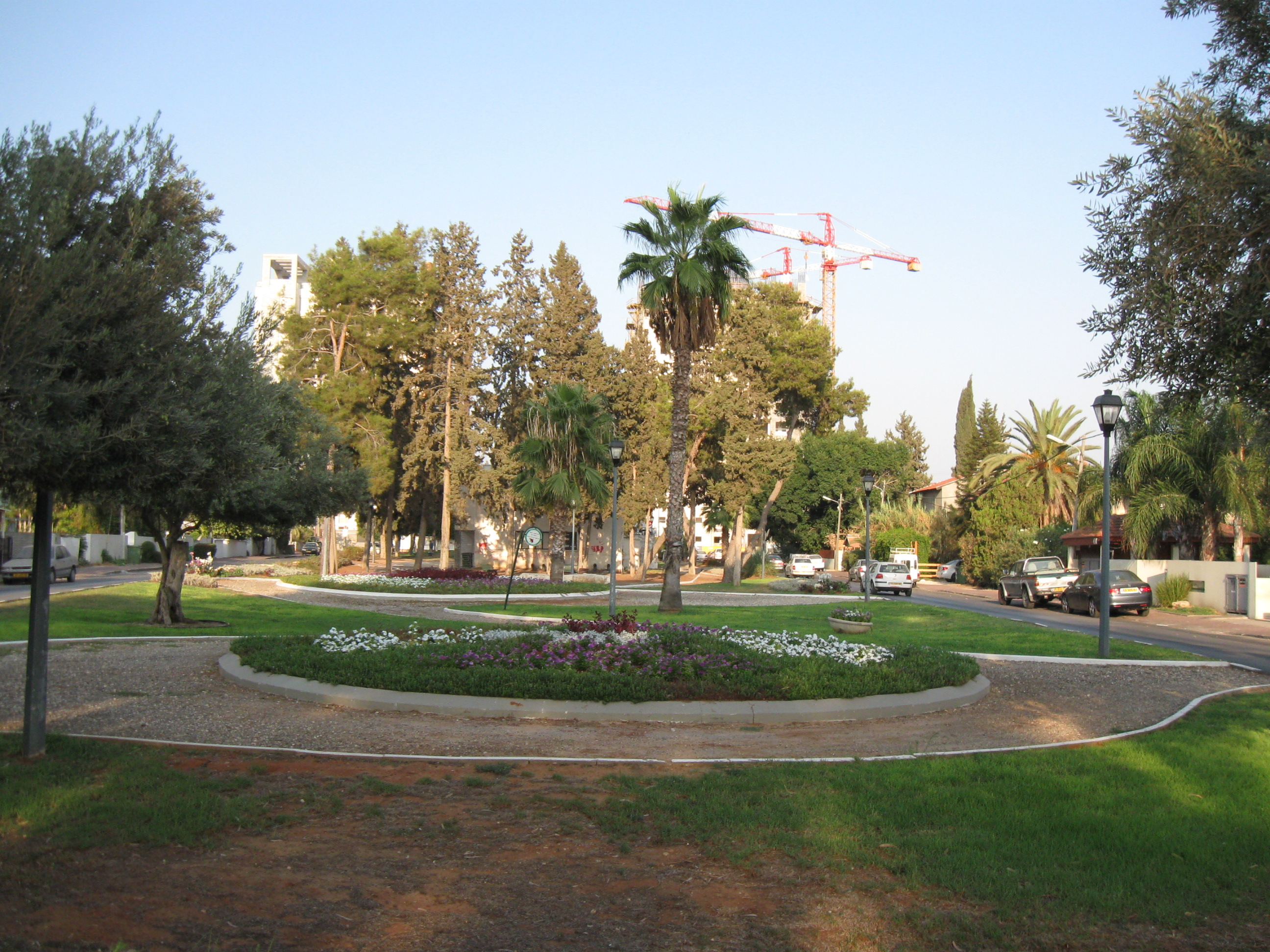
Park v Jehudu

Ve městě se nachází řídící středisko společnosti SpaceIL. Z této základny SpaceIL řídí provoz modulu Beresheet.

## Významní obyvatelé
- Golan Polak (narozen 1991), olympijský judista
- Šlomi Šabat (narozen 1954), zpěvák